# Eremospatha
Eremospatha ist eine im tropischen Afrika heimische, kletternde Palmengattung. Kelch und Krone der zwittrigen Blüten sind auffällig dick.

## Merkmale
Die Vertreter sind mehrstämmige, hoch kletternde Rattanpalmen mit gefiederten Blättern. Sie blühen mehrmals und sind zwittrig. Der Stamm besitzt lange Internodien und ist im Querschnitt kreisrund. Jugendliche Stämme sind dünner als ältere. In den Blattachseln entstehen Schösslinge. 
Die Chromosomenzahl ist unbekannt.

### Blätter
Die Blätter sind gefiedert, bei jungen Pflanzen bifid (zweiteilig). Sie haben eine endständige Ranke. Die Blattscheide ist eine unbewehrte Röhre, längs gestreift, manchmal behaart. Die Ochrea ist auffällig, eng anliegend und gestutzt. Ein Blattstiel wird an jungen Stämmen gebildet und fehlt an älteren, kletternden Stämmen. Die Rhachis ist meist mit zurückgebogenen Stacheln besetzt. An der Ranke sitzen paarig zurückgebogenen Akanthophylle. Es gibt wenige bis zahlreiche Fiederblättchen, die meist einfach gefaltet sind. Bei jungen Pflanzen sind die Blätter manchmal ungeteilt. Die Fiederblättchen sind entlang der verdickten Ränder mit Stacheln besetzt. Die untersten wenigen paar Fiederblättchen sind meist deutlich kleiner als die übrigen und stark bewehrt. 

### Blütenstände
Die Blütenstände weisen bogig nach außen und sind einmal verzweigt. Die Seitenzweige stehen waagrecht. Der Blütenstandsstiel liegt innerhalb der Blattscheide seines Tragblattes und reicht etwas über deren Öffnung hinaus. Er ist nicht mit dem über dem Tragblatt gelegenen Internodium verwachsen. Alle Hochblätter im Blütenstand sind sehr unauffällig. Ein Vorblatt dürfte fehlen. Hochblätter am Blütenstandsstiel fehlen. Die Blütenstandsachse ist wesentlich länger als der -stiel. Die an ihr befindlichen Hochblätter sind flach, dreieckig. Die Seitenachsen sind über eine kurze Strecke mit der Hauptachse verwachsen. Sie stehen distich (zweireihig). An ihr stehen ebenfalls distich sehr kleine Hochblätter, in der Achseln wieder je ein Paar gleicher Blüten ohne Brakteolen steht. 

### Blüten
Die Blüten sind bleich und stark duftend. Der Kelch ist dick, ledrig und schwach dreilappig. Die Krone ist ebenfalls dick, ledrig und zu einem Viertel bis Drittel der Länge in drei dreieckige, valvate Lappen geteilt. Die sechs Staubblätter sind zu einem massiven, fleischigen, epipetalen Ring vereint und verdecken weitgehend den Eingang zur Blüte und umfassen das Gynoeceum. Der freie Teil der Staubfäden ist sehr kurz, die Antheren ebenfalls und etwas pfeilförmig. Das Gynoeceum besteht aus drei verwachsenen Fruchtblättern, enthält drei Samenanlagen, ist rund, mit Schuppen bedeckt und trägt an der Spitze einen säulenförmigen bis verschmälerten Griffel mit drei Narben. Die Samenanlagen sitzen basal und sind anatrop. 
Der Pollen ist ellipsoidisch und bisymmetrisch. Die Keimöffnung ist ein distaler Sulcus. Die längste Achse ist 32 bis 63 Mikrometer lang. 

### Früchte und Samen
Die Frucht enthält ein bis drei Samen. Die Narbenreste sind sehr klein und stehen apikal, die Blütenhülle bleibt ebenfalls erhalten. Das Exokarp ist mit senkrechten Reihen von rötlichbraunen Schuppen bedeckt. Das Mesokarp ist zur Reife fleischig, ein Endokarp ist nicht ausdifferenziert. Die Samen sitzen subbasal, ihre Form ist – je nach Anzahl Samen pro Frucht – eine Drittel-, Halb- oder Vollkugel bis -ellipsoid. 

## Verbreitung und Standorte
Die Vertreter kommen in den humiden Regenwäldern von Westafrika bis ins Kongobecken und im Osten bis Tansania vor. Am häufigsten wachsen sie in Regenwäldern auf sumpfigen Böden.

## Systematik
Die Gattung Eremospatha (G.Mann & H.Wendl.) Schaedtler wird innerhalb der Familie Arecaceae in die Unterfamilie Calamoideae, Tribus Lepidocaryeae, Subtribus Ancistrophyllinae gestellt. Sie ist die Schwestergruppe von Laccosperma. Die Monophylie der Gattung wurde noch nicht untersucht (Stand 2008).
In der World Checklist of Selected Plant Families der Royal Botanic Gardens, Kew, werden folgende Arten anerkannt:
- Eremospatha barendii Sunderl.: Die Heimat ist das südwestliche Kamerun.[1]
- Eremospatha cabrae (De Wild. & T.Durand) De Wild.: Die Heimat ist das tropische Westafrika und das tropische Zentralafrika.[1]
- Eremospatha cuspidata (G.Mann & H.Wendl.) H.Wendl.: Die Heimat ist das tropische Westafrika und das tropische zentrale Afrika bis Sambia.[1]
- Eremospatha dransfieldii Sunderl.: Die Heimat ist Sierra Leone bis Gambia.[1]
- Eremospatha haullevilleana De Wild.: Die Heimat ist das tropische Afrika.[1]
- Eremospatha hookeri (G.Mann & H.Wendl.) H.Wendl.: Die Heimat ist Liberia und Nigeria bis zum Kongogebiet.[1]
- Eremospatha laurentii De Wild.: Die Heimat ist das westliche tropische und das zentrale tropische Afrika.[1]
- Eremospatha macrocarpa Schaedtler: Die Heimat ist das westliche tropische und das zentrale tropische Afrika.[1]
- Eremospatha quinquecostulata Becc.: Die Heimat ist das südöstliche Nigeria bis Kamerun.[1]
- Eremospatha tessmanniana Becc.: Die Heimat ist Zentralafrika und Kamerun.[1]
- Eremospatha wendlandiana Dammer ex Becc.: Die Heimat reicht vom südöstlichen Nigeria bis Zentralafrika.[1]

Der Name Eremospatha setzt sich aus den griechischen Wörtern für ohne und Spatha zusammen und bezieht sich auf das Fehlen von auffälligen Hochblättern im Blütenstand.

## Fossilgeschichte
Ein unvollständig erhaltenes Fiederblättchen mit einer einzelnen Stachel aus dem Oligozän von Äthiopien wurde von den Autoren als Eremospatha chigaensis der Gattung zugeordnet. 

## Belege
- John Dransfield, Natalie W. Uhl, Conny B. Asmussen, William J. Baker, Madeline M. Harley, Carl E. Lewis: Genera Palmarum. The Evolution and Classification of Palms. Zweite Auflage, Royal Botanic Gardens, Kew 2008, ISBN 978-1-84246-182-2, S. 150–152.